# Igreja de Santa Luzia (Santa Luzia)

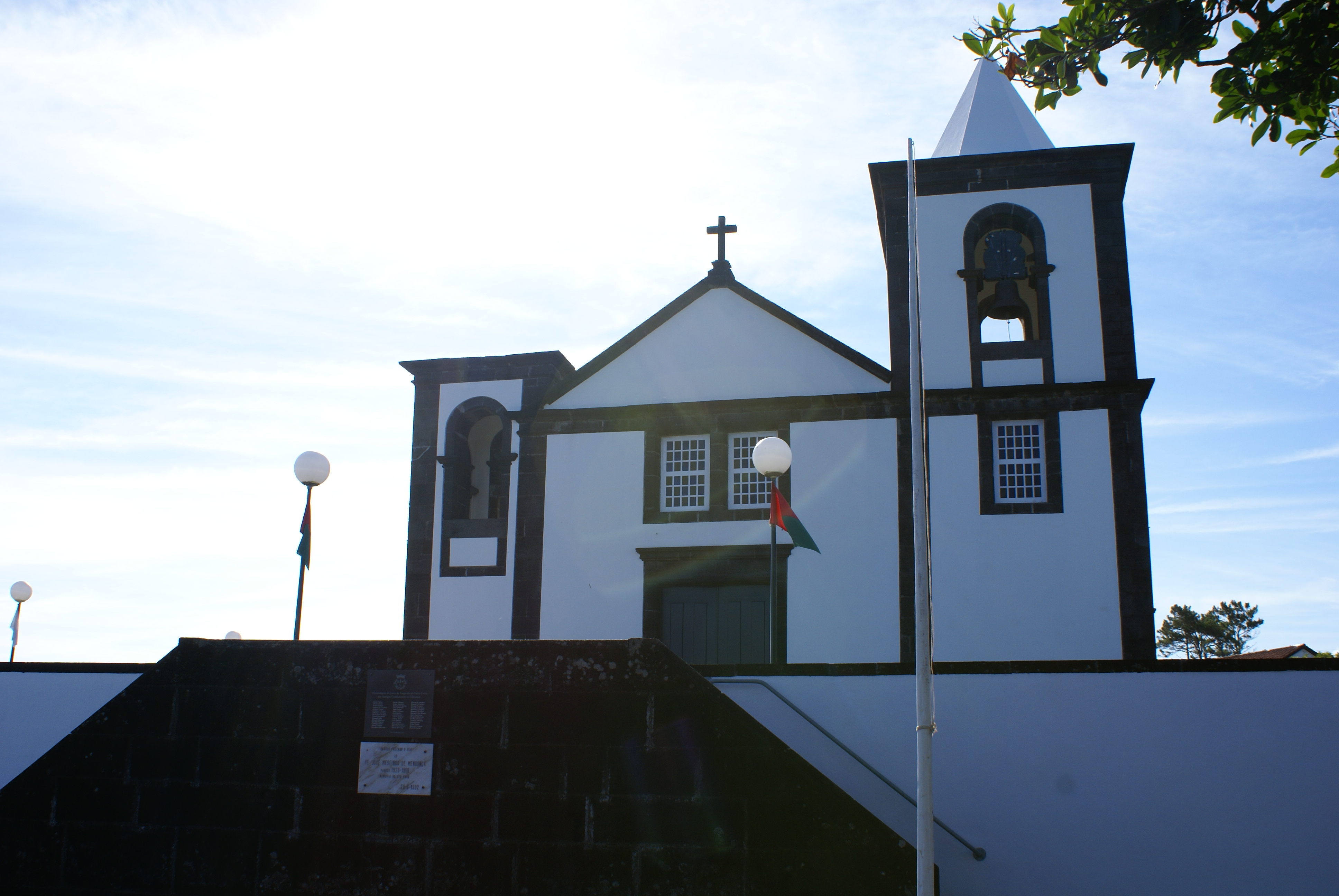
Igreja de Santa Luzia, fachada.

A Igreja de Santa Luzia é uma igreja católica portuguesa localizada na freguesia de Santa Luzia, concelho de São Roque do Pico, na ilha açoriana do Pico.
A freguesia de Santa Luzia fica situada entre as freguesias de Santo António e Bandeiras, no litoral do Pico, localidade cujas culturas se circunscrevem a vinhas e árvores de fruto.
Localidade por muito tempo dependente de Santo António, nela viveu nos fins de século XVI um indivíduo chamado Vicente Pereira Furtado que mandou construir, ao lado de suas casas, uma ermida dedicada a Santa Luzia. Ele próprio estabeleceu o património deste templo que era pobre e coberto de colmo, determinando que junto do altar ficassem a suasepultura e dos seus descendentes.
Esta ermida inicial teve a sua origem quando a então localidade de Santa Luzia se constituiu em 1617 como freguesia. Na altura da sua construção não tinha pia baptismal e foi consagrada à Virgem Mártir.
Em 1718 a crise sísmica e eruptiva que destruiu praticamente tudo o que era construção humana e cobriu a terra com uma espessa camada de lava que se estendeu em grande largura e por uma extensão de nove quilómetros até ao mar, destruiu também o templo então existente.
Foi desta modesta ermida que nasceu a igreja paroquial de que já há noticia, como sede de paróquia, em 1723. Em 1733 seria reedificada e ampliada, na obra: «Cousas Antigas» o padre Zeferino relata o casamento de escravos ali ocorrido corria então o ano de 1746. Por  essa época era seu administrador um filho do fundador, Caetano Pereira Furtado, que de novo recomendava querer ser sepultado com os seus sucessores, junto do altar.
A construção deste templo já com a categoria de igreja foi lenta e por fases, dadas as dificuldades económicas existentes.
Em 1800, o templo em questão voltou a ser reedificado, obtendo então, ao que parece, a fisionomia actual embora sem as torres.
Só em 1844 é que se procede à construção de uma das torres sineiras, das duas torres assimétricas que possui e só em 1876 é que foi pintado o Retábulo do Altar-mor.
A suas festividades, dedicada a padroeira Virgem Mártir Santa Luzia, fazem-se no dia 13 de Dezembro de cada ano.
O seu frontispício é clássico, as suas torres desiguais e acanhadas, e o seu comprimento é de 35 metros.
Possui uma só nave e três altares. O orago respectivo, Santa Luzia, tem uma festa anual muito concorrida.
Nesta ermida celebrou-se durante muitos anos, no inicio do povoamento, o culto pagão de oferenda dos olhos de animais acompanhado por uma prece causada pelo medo de perder a visão. Possivelmente e porque provavelmente a maioria das oferedas seriam olhos de galos, essa celebração ficou conhecida por Festa dos Galos.